# Rycerzewko (Świdwin)
Rycerzewko (deutscher Name: (Neu-) Ritzerow) ist ein Dorf in der polnischen Woiwodschaft Westpommern und gehört zur Gmina Świdwin (Schivelbein) im Powiat Świdwiński (Kreis Świdwiń).
Rycerzewko liegt zwölf Kilometer südwestlich von Świdwin an einer Nebenstraße über Bierzwnica (Reinfeld) nach Gawroniec (Gersdorf). Früher waren Alt Ritzerow (heute polnisch: Rycerzewo) und Neu Ritzerow (Rycerzewko) Vorwerke zum Gut Reinfeld (Bierzwnica). Im Jahre 1928 wurden Ritzerow und Reinfeld zur Landgemeinde Reinfeld zusammengelegt und waren bis 1945 im Amts- und Standesamtsbezirk Reinfeld sowie im Kirchspiel Reinfeld miteinander verbunden.
Heute ist Rycerzewko ein Ort in der Gmina Świdwin.